# Ребека Сент Џејмс
Ребека Сент Џејмс (Сиднеј, 26. јул 1977) аустралијска је певачица, текстописац, глумица и књижевница. Музичку каријеру започела је наступима крајем осамдесетих година, а први студијски албум објавила 1991. године.
Пажњу шире јавности привукла је крајем деведесетих година, албумима God and Pray и Christmas, који су освојили многобројне музичке награде, укључујући златни сертификат у Аустралији и Греми награду 1999. године. Једна је од најпознатијих певачица савремене хришћанске музике. Од почетка каријере продала је два милиона албума широм света.
Поред музике, Ребека се бави књижевношћу и глумом. Објавила је више од десет књига и појавила се у више од десет филмова. Њена браћа Лук и Џоел Смалбоун су такође музичари и чланови бенда For King & Country, а њен супруг је Џејксон Финк, басиста бенда .

## Биографија
Рођена је 26. јула 1977. године у Сиднеју од мајке Хелен и оца Дејвида. Пореклом је из Аустралије, али се са породицом преселила у Сједињене Америчке Државе када је имала четрнаест година. Након што је Ребекин отац добио посао, породица се преселила у Нешвил, 1991. године, где је Ребека одрасла са сестром Либи и браћом Беном, Деном, Џоелом, Џошом и Луком. Њена браћа Џоел и Лук Смалбоун наступају у бенду For King & Country. Дана 3. јануара објавила је да је верена за Џејскона Финка, басисте бенда Foster the People. Венчали су се 23. априла 2011. године у Сан Дијегу. Добили су ћерку Гему Елену 18. фебруара 2014. године. Другу ћерку добили су 11. маја 2018. године и дали су јој име Имоген.

## Каријера

### 1990—1995: Почетак каријере
Године 1990. Ребека је била гост музичке турнеје уметника Кармана који је правио концерте у Аустралији. Наредне године објавила је независни албум Refresh My Heart, који садржи дванаест поесама. Након објављивања албума, заједно са породицом Ребека се преселила у Сједињене Државе, након чега је потписала уговор са издавачком кућом ForeFront Records. Дана 24. јануара 1994. године објавила је други студијски албум под називом Rebecca St. James, на којем се налази десет песама. Након тога, Ребека је објавила ЕП под називом Rebecca St. James: Extended Play Remixes, 20. јула 1995. године под окриљем издавачке куће .

### 1996—1999: Афирмисање на сцени и објављивање нових албума
Албум God Ребека је објавила 25. јуна 1996. године, који се након изласка нашао међу 200 најбољих албума америчке музичке листе Билборд 2000. Песме са албума биле су рок жанра и он је добио улавном позитивне критике. Нашао се на Билборд листи 10 најбољих албума, као и на Билбордовој листи најбољих албума хришћанске музике. Године 1997. Ребека је номинована за Греми награду за најбољи рок-госпел албум, а 2005. године албуму God додељен је златни сертификат у Аустралији. Да би промовисала албум, Ребека је објавила књигу 40 Days with God: A Devotional Journey, 1996. године. Током 1997. године објавила је књигу под називом .
Четврти студијски албум под називом Christmas, објављен је 7. октобра 1997. године под окриљем издавачке куће . Наредни албум, под називом Pray објаљен је 20. октобра 1998. године, а добио је помешане критике. Нашао се на сто шедесет и осмом месту америчке музичке листе Билборд 200, као и на петом месту листа Heatseekers Chart и  Contemporary Christian Chart. Албум је освојио Греми награду 1999. године у категорији за најбољи рок/госпел албум, а 2006. године златни сертификат. Године 1999. Ребека је објавила песму Yes, I Believe In God која је емитована само на радију у знак сећања на погинуле током масакра у Колумбајну. Песма се појавила на албуму . Такође, 1999. године, објавиле је видео на VHS формату под називом No Secrets, где се појављују њени интервјуи, породица и немонтиране сцене са снимања. Поред сопствених пројеката, Ребека је учествовала у издању албума Heaven & Earth: A Tapestry of Worship,, певачица Николе Нордеман и Џенифер Кнап. Албум је објављен у новембру 1999. године, а Ребека је учествовала на песмама As We Wait и River of Life.

### 2000—2004
Дана 24. октобра 2000. године, Ребека је објавила албум под називом . Албум се нашао на сто шезедесет и шестом месту листе Билборд 200, седмом месту листе Heatseekers и четрнаестом месту листе . Албум је добио углавном позитивне критике од стране музичких критичара, а са њега су се истакле песме Wait for Me и Reborn. Године 2000. имала је камео улогу у филму Left Behind: The Movie. Такође, Ребека је учествовала у издању компакт диска под називом Heaven & Earth: A Tapestry of Worship заједно са Никол Нордеман и Џенифер Кнап, а албум је објављен у новембру 1999. године. Године 2002. промовисала је сингл Wait for Me са албума Transform, а у то време објавила је и књигу Wait for Me: Rediscovering the Joy of Purity in Romance која је продата у 100.000 примерака.
Албум Worship God Ребека је објавила 26. фебруара 2002. године, а на њему се налази дванаест песама. Албум је након објављивања добио углавном позитивне критике од стране музичких критичара и нашао се на деведесет и четвртом месту листе Билборд 2000. Ребека је након тога објавила ДВД издање како би промовисала албум, 19. новембра 2002. године, које садржи спотове песама са албума, интервју и многе друге ствари везане за његово стварање. Након десет године сарадње са издавачком кућом ForeFront Records, 25. марта 2003. године објавила је компилацијски албум под називом , који садржи шеснаест најпопуларнијих песама певачице, уљкучујући две нове. Са албума се истакла песма I Thank You која се нашла на другом месту Билбордове листе . Албум није доживео велики комерцијални успех, али се нашао на шестанестом месту Билбордове листе . Дана 24. фебруара 2004. године Ребека је објавила први уживо албум под називом , који садржи седам нови песама и две старе. Албум се нашао на сто осамдесет и седмом месту листе Билборд 200 и дванаестом месту листе . Касније исте године, Ребека је објавила компилацијски албум The Best of Rebecca St. James и књигу SHE: Safe, Healthy, Empowered: The Woman You're Made to Be. Такође током 2004. године учествовала је у хришћаској рок опери !Hero у улози Меги. Позајмила је свој глас у једној епизоди америчке ТВ серије VeggieTales. Ребека је такође учествовала у стварању поп рок албум Veggie Rocks!.

### 2005—2007
Након паузе у снимању, Ребека се вратила у студио почетком 2005. године и снимила нову песму под називом , а објављена је 24. октобра 2005. године. Песма се нашла на трећем месту листе R&R's CHR и тринаестом месту листе . Нови албум Ребеке под називом  објављен је 22. новембра 2005. године и добио је углавном позитивне критике, а нашао се на четрнаестом месту Билбордове листе Top Christian Albums, али није успео да се пласира на листу Билборд 200. Дана 1. јула 2005. године Ребека је објавила књигу под називом SHE, а у 1. октобра 2005. године књигу Sister Freaks: Stories of Women Who Gave Up Everything For God. Почетком 2006. певачица је имала турнеју под називом I Had One Chance To Tell You Something, а пратио ју је бенд BarlowGirl. Такође, Ребека је написала песму за Национални дан молитве под називом , а објављена је за Ајтјунс 2. маја 2006. године. Након тога снимила је обраду песме Криса Томлина под називом Forever за албум WOW Worship: Aqua. Током 2006. године издавачка кућа ForeFront Records објавила је компилацијски албум под називом The Early Years који обухвата десет Ребекиних песама. Ребека се први пут појавила у филму Unidentified у улози Колин, 2006. године. Током 2007. године ForeFront Records објавио је уживо снимке и снимке са турнеје If I Had One Chance... Tour и објавио их 20. марта исте године на ДВД издању под називом aLIVE in Florida. Видео албум садржи четрнаест песама уживо и ексклузивни ремикс песме You Are Loved. Албум се нашао на четрдесет и трећем месту Билбордове листе .

### 2008—2010: Пауза у музици и почетак филмске каријере
Током паузе од објављивања нових нумера и наступа , ForeFront Records објавио је компилацијски албум на дуплом компакт диск формату под називом The Ultimate Collection, 11. марта 2008. године. Наредна компилација песама Ребеке под називом  објављен је 18. октобра 2008. године.  Дана 3. септембра 2008. године, Ребека је објавила књигу Pure: A 90-Day Devotional for the Mind, Body, & Spirit. Крајем 2008. године Ребека је најавила да ће имати главну углогу у филму Сарин избор, који је објављен на ДВД формату 17. новембра 2009. године, а у филму се нашла и Ребекина песма Little One. Песма је објављена званично скоро две године касније, 2. септембра 2011. године. Иако је паузирала од музике, Ребека је 16. априла 2009. године објавила песму You're Alive на Ајтјунсу, у оквиру албума под називом . Након тога у јуну 2009. године објавила је песму Wish на њеној Мајспејс странци. Након објављивања нових песама, Ребека је објавила још једну књигу, Loved: Stories of Forgiveness, 1. септембра 2009. године. Дана 18. августа 2009. године завршено је снимање филма Rising Stars, у којем је глумила Ребека, а он је објављен 22. октобра 2010. године. Дана 19. октобра 2010. године Ребека је објавила њену везију песме O Little Town of Bethlehem, која се нашла на албуму .

### 2011—2016: Објављивање новог албума и наставак глумачке каријере
Дана 18. новембра 2010. године, Ребека је објавила да је раскинула уговор са издавачком кућом ForeFront Records и да ће издати нови албум у априлу 2011. године, преко издавачке куће Beach Street/Reunion Records. Њен девети студијски албум I Will Praise You објављен је 5. априла 2011. године. Са албума се истакао сингл Shine Your Glory Down, који је пуштан на хришћанским радио станицама 11. фебруара 2011. године.  Албум је добио позитивне музичке критике и нашао се на осамнаестом, а касније и на деветом месту Билбордове листе Hot Christian Albums. Такође, албум је дебитовао на сто педесет и петом месту листе Билборд 200. Након објављивања албума, Ребека је објавила девету књигу под називом What Is He Thinking?, 26. септембра 2011. године. Филмску каријеру наставила је и у 2011. години, када се појавили у филму . Дана 16. јуна 2011. године објављено је да ће Ребека глумити у романтичној комедији A Strange Brand of Happy, која је имала премијеру 13. септембра 2013. године. Дана 12. марта 2013. године, Ребека је путем друштвене мреже Фејсбук написала да објављује први хрићанску новелу под називом The Merciful Scar, коју је написала заједно са Ненси Ру. Новела је објављена 10. септембра 2013. године. Позајмила је глас у документарном филму Mother India: Life Through the Eyes of the Orphan, који је објављен 23. априла 2013. године.
ForeFront Records објавио је нови компилацијски албум са песмама Ребеке, 7. јануара 2014. године под називом . Ребекина друга новела под називом Sarah's Choice, адаптација истоименог филма из 2009. године, објављена је 27. маја 2014. године, а трећа One Last Thing 10. марта исте године. Обе књиге написала је заједно са Ненси Ру. Током 2015. године Ребека је наставила филмску каријеру, појавила се у филму Faith of Our Fathers, где је глумила аутостоперку која краде аутомобиле.

### 2017—данас
Након неколико година паузирања музичке каријере, Ребека је снимила и објавила песму Amazing Grace, заједно са браћом Џоелом и Луком Смалбоном, члановима бенда For King & Country. Песма је објављена у октобру 2017. године. Након тога имала је музичку турнеју са браћом и бендом Casting Crowns. Дана 10. јануара 2019. године објавила је да ради на новом студијском албуму.